# Гор (фантастика)
Гор, противоземля — вымышленный мир серии книг Джона Нормана под общим названием «Хроники Гора». Серия состоит из двадцати восьми романов, в которых переплетены философия, эротика и научная фантастика. Обычаи, терминология и образы, описанные в этих книгах, оказали влияние на формирование одной из субкультуры в БДСМ. По мотивам романов организована многопользовательская ролевая online-игра. Последователей данной серии книг, как в интернете, так и в реальной жизни, часто зовут горийцами (варианты: гориане, горианцы).

## Обзор

### Мир
Планета Гор — противоземля, то есть планета, постоянно находящееся на противоположной точке орбиты Земли и скрытая за Солнцем. В серии романов Гор — это мир с детализированной флорой, фауной и обычаями. Автор населяет Гор некими подобиями культур Древнего Рима, Древней Греции, индейцев, викингов и некоторых других (таких как кочевники). Эти различные группы были перенесены с Земли на космических кораблях скрытыми правителями Гора, Царствующими Жрецами, представителями насекомоподобной высокоразвитой цивилизации. Горийцы продвинулись в совершенствовании своих навыков строительства и медицины (включая продление срока жизни), но вынужденно ограничены примитивными методами транспортировки и вооружения (приблизительно на уровне классической средиземноморской цивилизации) силовыми методами всё тех же Царствующих Жрецов. Эти ограничения вызваны необходимостью соблюдения безопасности как самих Царствующих Жрецов, так и других существ Гора, которым бы, в противном случае, был нанесён непоправимый ущерб человеческой воинственностью.
Планета Гор имеет более низкую гравитацию по сравнению с Землёй (что позволяет существовать большим летающим созданиям и высоким городским башням, соединённым подвесными мостами), которая, если бы не технологии Царствующих Жрецов, была бы ещё меньше. Известная география Гора состоит главным образом из западного побережья континента, которое пролегает от Арктического Севера к югу экватора с Океаном Тасса на западе, и горной цепью Волтай, формирующей восточную границу во многих широтах. Также существуют острова, расположенные в океане вдали от берега, и несколько редких равнин на востоке Волтая.
Слово «Гор» само по себе в горийском языке (родном языке городов-государств умеренного севера и широко распространённом в качестве лингва-франка в других районах) означает Домашний Камень. Домашний камень представляет собой символ города (либо отдельного рода), нечто вроде знамени, утрата которого недопустима.
Люди на Горе, как правило, живут многие сотни лет в состоянии «вечной молодости» благодаря специальным «стабилизационным уколам». Кроме того, женщины в результате этой процедуры становятся более возбудимыми и чувственными.
Свободные горианцы делятся на касты со строгой иерархией. К числу высших каст относятся воины, писцы, строители, врачи и «посвящённые», к низшим — крестьяне, ремесленники и ряд других. В кастах имеются «подкасты», и в целом горианская кастовая система довольно сложная. Вне кастовой системы находятся варвары и группы типа «пантер» (беглые рабыни, промышляющие разбоем). Переход из касты в касту в принципе возможен.
В мире Гора достаточно много жестокости и насилия, но в то же время имеется и свой кодекс чести, высоко ценится храбрость и самопожертвование ради выполнения своего долга.
На Горе женщины, как правило, занимают жёстко подчинённое положение, что, по мнению автора, характеризует «женскую сущность». В книгах большое внимание уделяется институту женского рабства. В частности, автор подробно описывает жизнь рабынь, их взаимоотношения со свободными мужчинами, методы их воспитания и т. д. В книгах неоднократно описывается процесс превращения в рабынь земных женщин и свободных женщин Гора, которые, как правило, находят в этом своё счастье.

### Сюжетная линия
Большинство романов серии — это приключения с большим количеством битв, отдалённо напоминающих реальные исторические сражения (таких как сражение на триремах Древней Греции и осады замков средневековой Европы). Ар — город, в некоторых аспектах подобный Риму, и являющийся местом событий нескольких книг, раскрывает историю, схожую с судьбой Гуэдин в Месопотамии.
Серия представляет собой планетарные новеллы. Первый роман, «Тарнсмены Гора», открывается сценой, очень напоминающей первую книгу из серии о Барсуме Эдгара Райса Берроуза (который способствовал формированию жанра), так как в обеих описаны приключения главных героев после того, как те были перенесены в другой мир. Эти параллели прослеживаются и в некоторых последующих книгах, когда сюжет начинает описывать противостояние города-государства Ара с островом Кос за контроль над рекой Воск, а также противостояние на более высоком уровне между Царствующими Жрецами и Куриями (см. ниже) за контроль над Солнечной системой.
Большинство книг серии повествует о перевезённом на Гор британском преподавателе Тэрле Кэботе (возможно, альтер эго Джона Нормана), превращённом в воина и обученном мастерски владеть оружием, а также его приключениях. В 7-м, 11-м, 19-м и 26-м романах рассказ ведётся от лица похищенных земных женщин, которые стали рабынями. В 14—16 романах главный герой — раб Джейсон Маршал.
Тэрл Кэбот неизменно выходит победителем из самых безнадёжных ситуаций. Он нередко проявляет гуманизм, порой вызывая удивление горианцев.
В цикле встречаются несколько разумных инопланетных рас. Самые важные — насекомоподобные Царствующие Жрецы и Курии, огромные хищники с острыми когтями. И те, и другие прибыли из других звёздных систем. Царствующие Жрецы правят Гором, словно слабо проявляющие интерес опекуны, предоставляющие людей самим себе до тех пор, пока они остаются в определённых технологических рамках. Курии — агрессивная и жестокая раса пришельцев, обладающая развитой технологией (но уступающей уровню Царствующих Жрецов); они желают колонизировать как Гор, так и Землю. Могущество Царствующих Жрецов ослабло после «Войны Роя» («Nest War»), упомянутой в третьем романе. Люди вовлечены в противостояние Царствующих Жрецов и Курий; Тэрл Кэбот выступает на стороне Царствующих Жрецов и борется с Куриями и их агентами.
В романах присутствуют многочисленные романтические сюжеты, в которых женщины, как правило, проходят через рабство (или изначально являются рабынями), но впоследствии освобождаются и становятся «свободными спутницами» (горианский аналог замужества) своих избранников. Однако во многих случаях финал любовных историй является иным, в том числе и трагическим.
На начальных этапах серии романы более привержены сюжету приключений в духе космической оперы, однако в дальнейшем цикл всё более погружается в философские и сексуальные вопросы. Наличествует много второстепенных сюжетов, присутствующих на протяжении нескольких книг и возвращающихся к основной линии в последующих. Некоторые из этих сюжетов берут начало в первой книге, но большинство объявляются в книгах первого десятка.

## Критика
Джон Норман подвергался критике за апологетику мужского доминирования и философское обоснование полового неравенства. Сам Джон Норман неизменно подчёркивал, что реальное сексуальное принуждение отвратительно и призывал воспринимать сюжет его книг лишь как фантазию.

## Книги
Не все книги переведены на русский язык. Переведённые книги выпускались издательством «Армада» в 1995—1997 годах и издательством «Эксмо» в 2003—2005 годах.

### Переведены
- Тарнсмен Гора (Tarnsman of Gor, 1966)
- Вне закона на Горе / Изгой (Outlaw of Gor, 1967)
- Цари-Жрецы Гора / Царствующие Жрецы (Priest-Kings of Gor, 1968)
- Кочевники Гора / Странники Гора (Nomads of Gor, 1969)
- Убийца Гора (Assassin of Gor, 1970)
- Пираты Гора (Raiders of Gor, 1971)
- Пленница Гора (Captive of Gor, 1972)
- Охотники Гора (Hunters of Gor, 1974)
- Мародёры Гора (Marauders of Gor, 1975)
- Племена Гора (Tribesmen of Gor, 1976)
- Рабыня Гора (Slave Girl of Gor, 1977)
- Звери Гора / Хищники Гора (Beasts of Gor, 1978)
- Исследователи Гора (Explorers of Gor, 1979)
- Гладиатор Гора (Fighting Slave of Gor, 1980)
- Бродяга Гора (Rogue of Gor, 1981)
- Гвардеец Гора (Guardsman of Gor, 1981)
- Дикари Гора (Savages of Gor, 1982)
- Побратимы Гора (Blood Brothers of Gor, 1982)
- Кейджера Гора (Kajira of Gor, 1983)
- Лицедеи Гора (Players of Gor, 1984)
- Наёмники Гора (Mercenaries of Gor, 1985)
- Танцовщица Гора (Dancer of Gor, 1985)
- Предатели Гора (Renegades of Gor, 1984)
- Скитальцы Гора (Vagabonds of Gor, 1987)
- Волшебники Гора (Magicians of Gor, 1988)
- Withness of Gor/Свидетельница Гора, (2004)
- Prize of Gor/Приз Гора, (2008)
- Kur of Gor/Кюр Гора, (2009)
- Swordsmen of Gor/Мечники Гора, (2010)
- Mariners of Gor/Моряки Гора, (2011)
- Conspirators of Gor/Заговорщики гора,(2012)
- Smugglers of Gor/Контрабандисты Гора(2012)
- Rebels of Gor/Повстанцы Гора(2013)

### На очереди
- Plunder of Gor (2016)
- Quarry of Gor (2019)
- Avengers of Gor (2021)
- Warriors of Gor (2022)

Игровой мир Гор
В трёхмерном мире Second Life имеется развитое горианское сообщество, насчитывающее сотни «городов» и отдельных групп. В ролевой игре воспроизводятся социальные и сексуальные отношения, а также имеются боевые элементы.
Мир Гора состоит из городов-государств и независимых племён. Соответственно, игровой мир Гор имеет аналогичную структуру. Однако, если в книгах смена «гражданства» является исключительным случаем, то в ролевой игре это происходит нередко.
Игроки должны следовать определённым правилам поведения в зависимости от выбранной роли, знать основные принципы функционирования горианского общества, описанные в романах, следовать дресс-коду.
Участие в сообществе требует подготовки и знания английского языка (хотя есть маленькая группа «Russian GOR»). В Second Life имеется несколько школ по подготовке «горианцев». Кроме того, в большинстве городов есть библиотеки с необходимой информацией. Доступ в города, как правило, осуществляется не напрямую, а через торговую зону, где имеется специальный телепортер.

## В культуре
Существуют два низкобюджетных научно фантастических фильма «Гор» и «Бандиты планеты Гор» 1987 и 1988 годов. Фильмы режиссёров Фрица Кирша и Джона Кадроса получили предельно низкие оценки критиков.
Имя главного героя, Терла Кэбота, стало псевдонимом российского блогера из Челябинска Алексея Гаврилюка, в основном занимающегося обзорами на фильмы ужасов и являющимся фанатом книг. В 2015 году он выпустил обзоры на фильмы по вселенной.